# Eisothistos vermiformis
Eisothistos vermiformis är en kräftdjursart som beskrevs av William Aitcheson Haswell 1884. Eisothistos vermiformis ingår i släktet Eisothistos och familjen Expanathuridae. Inga underarter finns listade i Catalogue of Life.